# 耶律王祥
耶律王祥，又作完颜王祥，契丹族，耶律氏，金朝将领，冀国公耶律元宜（完颜元宜）之子。
完颜亮在位时，为骁骑副都指挥使。正隆六年（1161年）十月，曹国公完颜雍乘完颜亮南下攻宋之机，在东京辽阳府称帝，是为金世宗。完颜亮想要渡过长江，军中兵将多怀有去就之心。耶律王祥奉父亲密令，率众攻御营，射杀完颜亮，用衣巾裹上完颜亮的尸体，将其焚烧。于是领军北还，归顺世宗，受赐姓完颜。大定初年，随左元帅纥石烈志宁攻打南宋，攻取蔡州（今河南汝南县）。官至归德尹。正隆十五年（1175年），与客省使卢玑共同为贺宋生日使（宋孝宗生日），出使宋朝。